# Dekanat Lidzbark Warmiński
Dekanat Lidzbark Warmiński – jeden z 21 dekanatów w rzymskokatolickiej archidiecezji warmińskiej.

## Parafie
W skład dekanatu wchodzi 17 parafii:
- parafia św. Michała Archanioła – Blanki
- parafia św. Stanisława Biskupa Męczennika – Franknowo
- parafia św. Jana Apostoła i Ewangelisty – Ignalin
- parafia Narodzenia Najświętszej Maryi Panny – Jarandowo
- parafia Świętych Apostołów Piotra i Pawła – Kiwity
- parafia św. Małgorzaty Antiocheńskiej – Kłębowo
- parafia św. Wawrzyńca – Kochanówka
- parafia św. Elżbiety Węgierskiej – Kraszewo
- parafia Krzyża Świętego – Krekole
- parafia Podwyższenia Krzyża Świętego – Lidzbark Warmiński
- parafia św. Andrzeja Boboli – Lidzbark Warmiński
- parafia Świętych Apostołów Piotra i Pawła – Lidzbark Warmiński
- parafia Wniebowzięcia Najświętszej Maryi Panny – Prosity
- parafia św. Barbary – Rogóż
- parafia Nawiedzenia Najświętszej Maryi Panny – Stoczek Klasztorny
- parafia Podwyższenia Krzyża Świętego – Sułowo
- parafia św. Jana Ewangelisty – Żegoty

## Historia
Do 15 września 2022 roku w skład dekanatu wchodziło 9 parafii:
- parafia św. Jana Apostoła i Ewangelisty – Ignalin
- parafia Narodzenia Najświętszej Maryi Panny – Jarandowo
- parafia św. Apostołów Piotra i Pawła – Kiwity
- parafia św. Małgorzaty Antiocheńskiej – Kłębowo
- parafia św. Wawrzyńca – Kochanówka
- parafia św. Elżbiety Węgierskiej – Kraszewo
- parafia Krzyża Świętego – Krekole
- parafia Podwyższenia Krzyża Świętego – Lidzbark Warmiński
- parafia św. Andrzeja Boboli – Lidzbark Warmiński
- parafia św. Apostołów Piotra i Pawła oraz św. Michała Archanioła – Lidzbark Warmiński
- parafia św. Barbary – Rogóż
- parafia św. Apostołów Szymona i Judy Tadeusza – Runowo
- parafia Nawiedzenia Najświętszej Maryi Panny – Stoczek

## Sąsiednie dekanaty
Bartoszyce, Dobre Miasto, Górowo Iławeckie, Jeziorany, Orneta